# 1292
سنة 1292 هي سنة كبيسة بدأت يوم الثلاثاء حسب التقويم اليولياني

## أحداث
- تأسيس مدينة نوفي ساكز [الإنجليزية] وتقع حاليا في بولندا.
- تأسيس مدينة فياروبليدو وتقع حاليا في إسبانيا.

## مواليد
- ولد ابن قيم الجوزية من أعلام الإصلاح الديني الإسلامي في دمشق.

## وفيات
- محيي الدين بن عبد الظاهر